# Molly O'Toole
Molly O'Toole é uma repórter americana cujo trabalho se concentra na imigração e segurança. Em maio de 2020, O'Toole foi uma das vencedoras inaugurais do Prémio Pulitzer de Reportagem de Áudio pelo seu trabalho com This American Life sobre o impacto pessoal da Política Permanecer no México.

## Educação
O'Toole estudou inglês na Cornell University, graduando-se cum laude em 2009, antes de conseguir um duplo mestrado em jornalismo e relações internacionais na New York University em 2011. Em Cornell, ela correu para as equipes de cross country e atletismo do colégio, e foi editora do The Cornell Daily Sun. O'Toole credita muito da sua formação em jornalismo ao The Sun: "Tudo o que aprendi sobre jornalismo, e realmente sobre a vida, veio do Cornell Daily Sun", disse ela numa entrevista para a revista Cornell.

## Prêmios
- 2020 - Prémio Pulitzer de Reportagem de Áudio.[3]